# Marc Paconi
Marc Paconi (Marcus Paconius) fou un llegat de Silà, procònsol d'Àsia.
Va ser un dels acusadors del procònsol el 22.
Més tard fou condemnat a mort per Tiberi acusat de traïció.
Fou el pare de Paconi Agripí.